# قائمة رؤساء أساقفة ثيروفانانثابورام
رئيس أساقفة كاثوليكوس ثيروفانانثابورام هو رئيس مطرانية ثيروفانانثابورام في ثيروفانانثابورام، ولاية كيرلا، الهند. رئيس الأساقفة، وهو منصب يعادل البطريرك ويُدعى محليًا كرئيس وأب كنيسة الملنكار الكاثوليك.
أنشأ البابا بيوس الحادي عشر، من خلال خطابه الرسولي كريستو باستوروم برينسيبي المؤرخ 11 يونيو 1932، كنيسة الملنكار الكاثوليك حيث أنشأ أبرشية جديدة لثيروفانانثابورام وتكون خاضعة لأبرشية تيروفالا.
تأسست أبرشية ثيروفانانثابورام في عام 1933. وتم تنصيب مار إيفانيوس كأول رئيس أساقفة لها. تأسست أبرشية تيروفالا عام 1933. تم تنصيب جاكوب مور ثيوفيلوس كأول أسقف لها.
في 10 فبراير 2005، تم رفع كنيسة الملنكار الكاثوليك إلى كنيسة ذات سيادة ولها مجمع محلي لاساقفتها بواسطة وثيقة بابوية. وبالتالي فهي تتمتع بمستوى عالٍ من الاستقلالية بموجب قانون شرائع الكنائس الشرقية. قرأ رئيس الأساقفة بيدرو لوبيز كوينتانا، المدبر الرسولي في الهند، البيان الرسمي في كاتدرائية القديسة مريم، باتوم، ثيروفانانثابورام. أصبح رئيس الكنيسة رئيس أساقفة يمارس سلطات بطريركية ويحكم الكنيسة بمساعدة مجمع أساقفة الكنيسة المقدس.
يُستخدم لقب «كاثوليكوس» وفقًا لتقليد أنطاكية ملنكار في الإشارة إلى «رئيس الأساقفة» (وهو مصطلح تبنته الكنيسة اللاتينية مؤخرًا للإشارة إلى أساقفة شرقيين مساوٍ لسلطة البطريرك، بدون أن تكون بطريركية تاريخية، مثل الاسكندية وأنطاكية).
تم ترقية الأب ورئيس كنيسة الملنكار الكاثوليك، باسيليوس كليميس إلى رتبة كاردينال في الكنيسة الكاثوليكية من قبل البابا بنديكتوس السادس عشر في كاتدرائية القديس بطرس البابوية في الفاتيكان في 24 نوفمبر 2012. بصفته كاردينال كاهنًا.

## رؤساء أساقفة ثيروفانانثابورام
|   | صورة | اسم (ميلاد وفاة)                  | فترة      |
| - | ---- | --------------------------------- | --------- |
| 1 |      | جيفارجيز مار إيفانيوس (1953-1882) | 1932–1953 |
| - | شاغر | شاغر                              | 1955-1953 |
| 2 |      | بنديكت مار غريغوريوس (1994-1916)  | 1994-1955 |
| 3 |      | كيرلس مار باسيليوس (2007-1935)    | 2005-1995 |

## رئيس الأساقفة برتبة كاثوليكس في ثيروفانانثابورام
|   | صورة | اسم (ميلاد وفاة)                                      | فترة          |
| - | ---- | ----------------------------------------------------- | ------------- |
| 1 |      | كاثوليكوس كيرلس باسيليوس (2007-1935)                  | 2007-2005     |
| 2 |      | الكاردينال كاثوليكوس باسيليوس كليميس (1959- الي الان) | 2007 حتى الآن |